# Nugget
Nugget is een hopvariëteit, gebruikt voor het brouwen van bier.
Deze hopvariëteit is een "bitterhop", bij het bierbrouwen voornamelijk gebruikt voor zijn bittereigenschappen. Deze Amerikaanse variëteit is een kruising tussen Brewer's Gold en een mannelijke plant met hoog alfazuurgehalte en op de markt gebracht in 1982. Deze hop is een van de meest geteelde hoogalfa-variëteiten in de Verenigde Staten.

## Kenmerken
- Alfazuur: 10 – 14%
- Bètazuur: 4 – 6%
- Eigenschappen: hoog alfazuur en harsachtig hoppig karakter